# Marco Valerio Bradua Claudiano
Marco Valerio Bradua Claudiano (en latín: Marcus Valerius Bradua Claudianus) fue un senador y político del Imperio romano del siglo II.
Proveniente de la rama Bradua de la familia Valerii de Liguria. Era pariente de Marco Valerio Bradua, quien en 171-172 fue gobernador de la provincia de Mesia Inferior.
Hacia 172 fue cónsul sufecto. Fue padre de Marco Valerio Bradua Máurico, cónsul en 191 y procónsul de la Provincia de África en 206.